# Gaia Weiss
Gaia Weiss (sinh ngày 30 tháng 8 năm 1991 tại thủ đô Paris) là một người mẫu kiêm nữ diễn viên người Pháp. Weiss trở nên nổi tiếng vì những bộ phim cô tham gia, đáng kể như Mary Queen of Scots (trong vai Mary Fleming), và đặc biệt là bộ phim huyền thoại Héc Quyn (The Legend of Hercules) (trong vai Hebe) và Vikings (trong vai Þorunn).

## Cuộc đời
Weiss sinh tra trong một gia đình người lai giữa người Ba Lan và người Pháp. Vào năm lên ba, cô đã được học môn ballet và đã dần trở thành một vũ công Weiss theo học ở Cours Florent và tại Học viện Nghệ thuật Luân Đông London Academy of Music and Dramatic Art và bắt đầu đóng phim từ năm 1999.